# Ди, Джон
Джон Ди, реже — Дии (англ. John Dee; 13 июля 1527, Лондон, Королевство Англия — 26 марта 1609[…], Мортлейк, Королевство Англия) — английский натурфилософ, математик, географ, астроном, алхимик и астролог валлийского происхождения. Отец врача и фармацевта Артура Ди. Особую популярность Джон Ди получил за интерес к проблеме существования адамического (енохианского) языка, для изучения которого он привлекал медиумов и других провидцев и прорицателей (в частности, Эдварда Келли и др.).

## Биография

### Ранние годы
Родился 13 июля 1527 года в Тауэр Уарде (Лондон). Единственный сын Роланда Ди, торговца тканями, занимавшего также незначительный пост при дворе, и Джоанны Уайлд. Фамилия Ди происходит от валл. du — «чёрный».
С 1535 года посещал школу в Челмсфорде, Эссекс; в ноябре 1542 года поступил в кембриджский Сэйнт-Джон Колледж, где изучал латынь, древнегреческий, философию, геометрию, арифметику и астрономию. По утверждению биографов, Ди отдавал занятиям по 18 часов в сутки, оставляя себе лишь 4 часа на сон и 2 часа на приём пищи. Главной его страстью была математика. Также увлекался механикой, интересовался картографией и навигацией.
В 1546 году Ди занялся астрономическими наблюдениями и составлением астрологических прогнозов. В том же году Ди получил степень бакалавра и стал членом совета колледжа. В декабре Ди вошёл в совет новосозданного Тринити Колледжа, вскоре ставшего самым крупным из колледжей Кембриджа.
Будучи недовольным научной атмосферой в Англии, Ди в 1548—1551 годах отправился в путешествие по Европе. 24 июня 1548 года он прибыл в Лёвен, где находился один из крупнейших католических университетов Европы. Там Ди работал в сотрудничестве с Геммой Фризиусом и Герардом Меркатором. Последний вскоре стал его близким другом, Меркатор и Ди вместе конструировали новые модели Вселенной. В Лёвене Ди написал два трактата по астрономии.
В 1550 году Ди совершил поездку в Брюссель для знакомства и обмена опытом с тамошними математиками. По-видимому, именно в это время он познакомился и подружился с Педро Нуньесом. В том же году Ди отправился в Париж, где читал лекции по «Началам» Эвклида. Несмотря на молодой возраст, Ди показал себя блестящим лектором. Его выступления пользовались огромной популярностью. В следующем, 1551 году, Ди получил предложение занять в Париже должность профессора математики, но ответил отказом.
Вернувшись в Англию, в феврале 1552 года поступил на службу к 1-му графу Пембруку, а в конце того же года — к герцогу Нортумберленду. На службе у последнего он написал трактат о приливах. В том же году Ди познакомился в Лондоне с Джероламо Кардано: Ди и Кардано вместе занимались проблемой вечного двигателя, а также изучением драгоценного камня, якобы имевшего волшебные свойства.
В 1553 году, после прихода к власти католички Марии Тюдор, в Англии начались репрессии против протестантов. В августе был арестован отец Джона — Роланд Ди. Вскоре он был отпущен на свободу, но его финансовые сбережения были конфискованы. Значительное наследство, которое позволило бы Ди до конца жизни посвятить себя научным изысканиям, не заботясь о пропитании, было потеряно.
Несмотря на серьёзные финансовые трудности, Ди в 1554 году отказался от предложения занять должность профессора математики в Оксфордском университете. Причиной отказа послужило недовольство Ди системой образования в Англии, в которой, по его мнению, слишком большой упор делался на преподавание риторики и грамматики (вместе с логикой составлявших академический тривиум) в ущерб более сложным искусствам квадривиума (арифметика, геометрия, музыка и астрономия).
28 мая 1555 года Ди был арестован «за вычисления» — в ту пору занятия математикой рассматривались обществом как нечто, близкое к колдовству. Возможно, имелись в виду гороскопы, составленные Ди для Марии Тюдор и принцессы Елизаветы. Вскоре Ди было предъявлено также обвинение в государственной измене. Ди предстал перед судом Звёздной палаты и сумел оправдаться. Однако вместо освобождения он был направлен к радикально настроенному католическому епископу Боннеру для религиозного допроса. Ди, протестант по убеждениям, сумел оправдаться и на этот раз и в августе, после трёх месяцев заключения, был освобождён. Более того, через некоторое время он стал товарищем «кровавого Боннера». После ареста Ди потерял свои источники дохода; примерно в то же время скончался его отец, не оставив сыну практически никакого наследства. К тому же, теперь Ди приходилось скрывать своё вероисповедание. Ди всячески дистанцировался от конфликта католиков и протестантов и, судя по всему, был вполне лоялен католическому режиму, подвергшему его суду. Существует однако версия, согласно которой Ди действовал как шпион протестантов при дворе. Неприятности с властью преследовали Ди всю его жизнь.
15 января 1556 года Ди представил Марии Тюдор план учреждения Королевской библиотеки, в которой предполагалось собрать все важные книги по всем отраслям знания. План Ди был отвергнут, и вместо этого учёный принялся за составление личной библиотеки в своём доме в Мортлейке (англ. Mortlake). Несмотря на финансовые затруднения, Ди увлечённо собирал научные труды по всей Европе. Его библиотека, уже при его жизни ставшая крупнейшей в Англии, привлекала многих учёных того времени и превратилась в крупнейший научный центр за пределами университетских стен.
В 1558 году после смерти Марии I Тюдор на престол вступила Елизавета Английская, восстановившая в Англии протестантизм. Ди быстро оказался в фаворе у новой королевы, что довольно-таки странно, учитывая его сотрудничество с прежним режимом (отсюда предположение о шпионской миссии Ди). Елизавета сделала Ди своим личным астрологом и советником в делах науки; Ди сам назначил наиболее благоприятную дату коронации Елизаветы на основании составленного им гороскопа.
Предположительно, Ди занимался шпионажем для Елизаветы. Из-за своего положения в кругах учёных и астрологов, он имел обширную сеть связей среди учёных, интеллектуалов и придворных по всей Европе, которую использовал для сбора разведывательных данных. Ди подписывал свои письма королеве «007» — два нуля обозначали глаза Елизаветы («лишь для ваших глаз»), а 7 было счастливым числом для алхимиков.

### Зрелые годы
В 1561 году дополнил и расширил «Основы искусств» — знаменитую книгу по математике Роберта Рекорда. В 1564 году подтвердил свой статус «великого волшебника», издав свою самую известную и амбициозную книгу по Каббале и геометрической магии, озаглавленную Monas hieroglyphica (Иероглифическая монада), в том же году поселился в Мортлейке (неподалёку от Ричмонда), его дом превратился в неформальную академию для поклонников герметизма елизаветинских времён. Здесь были комнаты для хранения научных приборов, помещения для проживания студентов и библиотека, занимавшая около 5 комнат. Библиотека Джона Ди охватывала всё Возрождение и являлась одной из самых больших научных библиотек Англии. В 1570 году написал предисловие к английскому переводу Евклида. В 1576 году вместе с Мартином Фробишером пересёк Атлантику в поисках легендарного северного пути на Восток. В 1577 году была издана его книга «Искусство навигации», в которой выступал за создание постоянно действующего британского флота.
В 1582 году Джон познакомился с Эдвардом Келли, вместе с которым занимался сеансами ясновидения, и судя по его дневникам — контактировал с некими Ангелами, от которых получал указания по созданию системы магии, которая в наше время известна под названием «Енохианской Магии». В 1583 году реформировал для Англии юлианский календарь и отправился на континент. В 1584 году жил в Праге под покровительством Рудольфа II, императора Священной Римской империи, интересовавшегося герметикой, в 1585 году посетил Краков, где объяснил принципы герметической магии королю Польши, в 1586 году вернулся в Прагу.
В 1588 году Ди якобы наслал проклятье на Непобедимую армаду, вызвавшее шторм и позволившее англичанам одержать победу. Вероятно, пользуясь своими знаниями метеорологии, Ди предсказал наступление шторма и предложил не выводить английские корабли в море, пока шторм не окончится и не представится возможность разобраться с остатками испанской флотилии.

### Последние годы жизни
Ди вернулся в Англию в 1589 году. За шесть лет его отсутствия библиотека в Мортлейке, в создание которой Ди вложил столько сил и средств, была разворована, многие ценные книги и научные инструменты утрачены.
Вскоре после возвращения Ди познакомился с Томасом Хэрриотом. Вдвоём они обсуждали предъявленные Хэрриоту и Рэли обвинения в атеизме, а также различные вопросы математики и естественных наук. В 1590 году Хэрриот послал Ди копию одного из своих трудов с надписью «Моему дорогому другу».
В течение нескольких лет Ди пытался добиться назначения на какой-нибудь пост и компенсировать материальные потери, понесённые за время путешествий с Келли. Сперва он добивался назначения на должность Магистра Креста Св. Иоанна (?). Его прошение было одобрено Елизаветой, при условии, что своё согласие даст также архиепископ Кентерберийский. Однако тогдашний архиепископ Джон Уитгифт так и не дал своего одобрения.
В 1592 году (или 1596) Ди, наконец, был назначен ректором Колледжа Христа в Манчестере. Однако он с трудом справлялся со своими обязанностями, поскольку находившиеся под его началом коллеги не желали подчиняться «злому волшебнику». Вполне возможно, что Елизавета назначила Ди на этот пост в первую очередь для того, чтобы удалить его из Лондона.
После смерти Елизаветы в 1603 году, Ди утратил своих покровителей и впал в немилость. В 1605 году в Манчестере разразилась чума, унёсшая жизни жены Ди и нескольких его детей. Ди переехал в Лондон, где и умер в бедности в конце 1608 или в начале 1609 года.

### Личная жизнь
Ди трижды был женат и имел восемь детей. Его старший сын, Артур Ди также занимался алхимией и герметической философией. Джон Обри даёт следующее описание внешности Ди: «Он был высок и худощав. Он носил халат, подобный тем, что носят художники, с раскрытыми от локтя рукавами и длинным разрезом. Очень ясное, румяное лицо… длинная молочно-белая борода. Очень красивый человек».

## Достижения

### Мировоззрение
Ди был набожным христианином, но в его мировоззрении немалую роль играли философские доктрины герметизма, платонизма и пифагорейства, широко распространившиеся в эпоху Ренессанса.
Ди верил, что число есть основа и мера всех вещей во Вселенной, и что сотворение мира Господом было «актом исчисления». Из герметической философии Ди вынес представление о том, что человек потенциально способен обрести божественную силу; при этом он верил, что божественности можно достичь, в совершенстве познав математику. Для Ди упражнения в Каббале и вызывании ангелов (которые были основаны на нумерологии) и углублённые занятия навигацией и другими приложениями математики нисколько не противоречили друг другу, как мы можем полагать сегодня; напротив, они представляли собой два взаимосвязанных аспекта одной и той же деятельности.
Своей целью Джон считал преодоление раскола между протестантской и католической церквями путём обращения к незамутнённой теологии первых веков христианства и создание таким образом всеобщей мировой религии.

### Наследие
Енохианская Магия Джона Ди и Эдварда Келли использовалась как один из элементов Посвятительных Ритуалов, и секретных Инструкций в Ордене Золотой Зари. В наше время, Енохианская магия используется многими практиками оккультизма. В настоящее время в Западных странах Енохианская магия достаточно широко распространена в кругах людей, увлекающихся эзотерикой, и является внушительным наследием, оставленным Джоном Ди миру. По мотивам дневников Джона Ди, описывающих получение системы Енохианской магии, Густав Майринк написал художественный роман «Ангел западного окна». Некоторые авторы приписывают Джону Ди авторство мистификации, известной как рукопись Войнича.
Рассматривается как возможный прототип персонажа Просперо из Бури Шекспира. Используемая Ди подпись «007» и истории о его шпионской деятельности были одним из источников вдохновения для романов Яна Флеминга о Джеймсе Бонде.

## Публикации на русском языке
Натурфилософские труды
- Афористические начала / Пер. с лат., коммент. и вступ. статья Ю. Ф. Родиченкова, А. Ю. Саплина. — СПб.: Издательство РХГА, 2021. — 240 с.: ил. ISBN 978-5-9906888-2-7
- Иероглифическая монада / Пер. Ю. А. Данилова // Герметизм, магия, натурфилософия в европейской культуре XIII—XIX вв. М.: Канон+, 1999. С. 168—216.
- Иероглифическая монада Архивная копия от 25 сентября 2019 на Wayback Machine / Пер. Г. А. Бутузова // Герметическая космогония. СПб.: Азбука; Петербургское Востоковедение, 2001, С. 273—341.
- Иероглифическая монада / Пер. с лат. и коммент. Г. А. Бутузова (исправленный и дополненный перевод 2001 г.); под ред. М. М. Фиалко. — СПб.: ИД РХГА, 2022. ISBN 978-5-907505-83-4

Дневники
- Дневники Джона Ди. Том I. Книга Тайн // Ди, Джон. Пер. И. В. Харуна. Нижний Новгород; ИП Москвичев, 2015, 450 с. ISBN 978-5-9907322-7-8
- Дневники Джона Ди. Том II. Колдовские дневники // Ди, Джон / Пер. И. В. Харуна. Нижний Новгород, 2016, 376 с. ISBN 978-5-9907322-8-5
- Дневники Джона Ди. Том III. Книга Еноха // Ди, Джон / Пер. И. В. Харуна. Нижний Новгород, 2016, 368 с. ISBN 978-5-9907322-9-2
- Дневники Джона Ди. Том IV. 1584 – 1607 // Ди, Джон / Пер. И. В. Харуна. Нижний Новгород, 2020, 500 с.
- Личный дневник доктора Джона Ди / Пер. с англ. и лат. Ю. Ф. Родиченкова — СПб.: Издательство РХГА, 2020. — 256 с. — (Серия «Ариадна». Научные исследования эзотеризма и мистицизма. Вып. 4). ISBN 978-5-9906888-9-6